# New York City Transit Police
La New York City Transit Police était un département de police chargé de la sécurité et du respect de la loi sur le réseau du métro de New York. Le département a existé de 1935 à 1995, date à laquelle il a fusionné au sein du New York City Police Department (NYPD). La New York City Transit Police était aussi chargée de protéger le réseau des dégradations, et notamment des graffitis.